# Dungeons & Dragons 3: The Book of Vile Darkness
Dungeons & Dragons 3: The Book of Vile Darkness is een Britse fantasy-avonturenfilm uit 2012, geregisseerd door Gerry Lively. De film is het volg op Dungeons & Dragons 2: Wrath of the Dragon God uit 2005 en de derde uit de filmreeks, gebaseerd op het rollenspel Dungeons & Dragons van Wizards of the Coast.

## Verhaal
In de oudheid verkocht Nhagruul, een demonische tovenaar, zijn ziel aan de demon lords of the Abyss. Het Book of Vile Darkness is gemaakt van zijn lichaam, zijn huid vormde de pagina's, zijn bloed de inkt en zijn botten de omslag. Met behulp van deze grimoire zaaiden de volgelingen van Nhagruul terreur en verlatenheid in het koninkrijk Karloth, totdat ze werden tegengehouden door een orde van ridders.
Tweeduizend jaar later bestaat de ridderorde nog steeds, maar de waakzaamheid is verslapt, ervan overtuigd dat de grimoire voor altijd is vernietigd. Grayson, een jonge paladijn, moet zijn krachten bundelen met een bende criminelen om zijn vader te redden, ontvoerd door Shathrax, een hersenkraker die de wereld dreigt te vernietigen.

## Rolverdeling
| Acteur               | Personage                              |
| -------------------- | -------------------------------------- |
| Jack Derges          | Grayson                                |
| Eleanor Gecks        | Akordia                                |
| Barry Aird           | Bezz                                   |
| Lex Daniels          | Seith                                  |
| Habib Nasib Nader    | Vimak                                  |
| Charlotte Hunter     | Carlotta                               |
| Anthony Howell       | Ranfin                                 |
| Kaloian Vodenicharov | Shifter                                |
| Dominic Mafham       | De burgemeester van Little Silver Keep |
| Ryan Jackson         | Warlock                                |